# Madonny z wanny

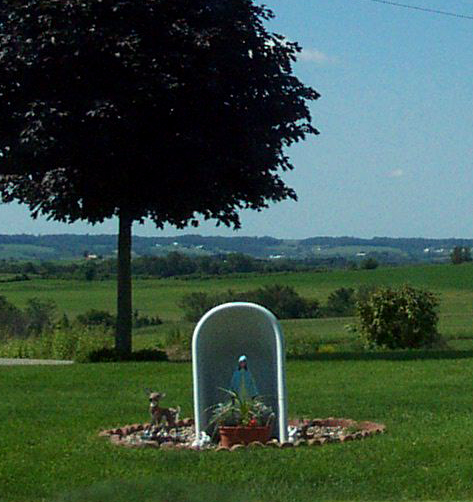
Madonna z wanny na podwórku w Sherrill, Iowa.

Madonny z wanny (ang. bathtub Madonna) – ołtarze z wanien, popularna ozdoba we włoskich i latynoskich dzielnicach amerykańskich miast. Znana co najmniej od połowy XX wieku, wtedy na dużą skalę wymieniano żeliwne wanny na bardziej nowoczesne prysznice.
Wanna jest do połowy zakopana w ziemi, pomalowana na niebiesko, a w środku umieszczona figura Matki Boskiej. Przypomina to grotę w Fatimie lub Lourdes – w formie miniaturowej i ogrodowej.
W miejscowości Somerville w stanie Massachusetts jest ich około sześciuset.
Upamiętnione zostały w jednym z opowiadań Fannie Flagg.
Zdaniem Olgi Drendy przykład tego, jak profanum może łatwo nabrać cech sacrum. Spostrzega ona, że odbiór tego zjawiska w Polsce sprawia zakłopotanie i wywołuje dysonans poznawczy; komentowany jest jako „nowomodny, śmiechu warty i «typowo polski»”, podczas gdy dla mieszkańców włoskich dzielnic w USA jest „akceptowalnym sposobem lokowania swoich religijnych przeżyć”.